# Miltochrista cornicornutata
Miltochrista cornicornutata är en fjärilsart som beskrevs av Holloway 1982. Miltochrista cornicornutata ingår i släktet Miltochrista och familjen björnspinnare. Inga underarter finns listade i Catalogue of Life.